# Boaz Meylink

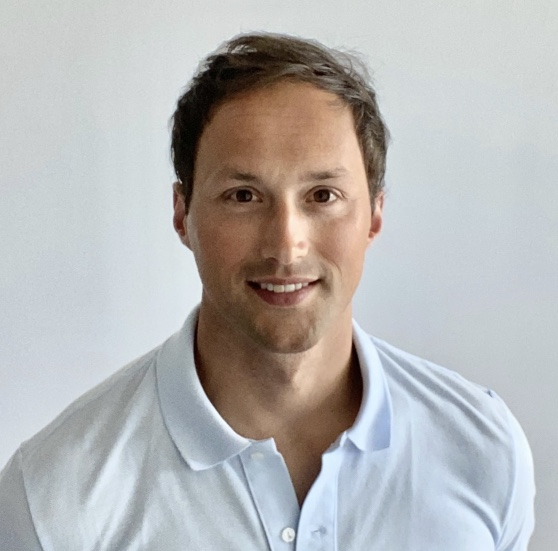

Boaz Cornelius Meylink (* 22. März 1984 in Deventer) ist ein niederländischer Ruderer, der 2013 Weltmeister und Europameister mit dem Vierer ohne Steuermann war.

## Sportliche Karriere
Der 1,96 m große Ruderer von der Amsterdamer studentischen Rudervereinigung ASR Nereus begann erst 2005 mit dem Rudersport, seit 2009 war er im Ruder-Weltcup aktiv. Bei den Weltmeisterschaften 2011 erreichte er erstmals ein Finale bei internationalen Meisterschaften, als er mit dem Achter den sechsten Platz erreichte. Bei den Olympischen Spielen 2012 belegte der niederländische Vierer ohne Steuermann mit Kaj Hendriks, Boaz Meylink, Ruben Knab und Mechiel Versluis den fünften Platz. 
Mit Robert Lücken für Ruben Knab gewann der niederländische Vierer vor den Rumänen und den Deutschen den Titel bei den Europameisterschaften Ende Mai und Anfang Juni 2013 in Sevilla. Drei Monate später siegten die Niederländer auch bei den Weltmeisterschaften 2013 in Chungju vor den Booten aus Australien und aus den Vereinigten Staaten. In der Besetzung Meylink, Olivier Siegelaar, Versluis und Lücken erreichte der niederländische Vierer bei den Europameisterschaften 2014 den vierten Platz. Die gleiche Platzierung erreichte das Boot auch bei den Weltmeisterschaften 2014 vor heimischem Publikum in Amsterdam. 2015 wechselten die Ruderer des Vierers in den Achter. Nach einem sechsten Platz bei den Europameisterschaften gewann der niederländische Achter bei den Weltmeisterschaften 2015 die Bronzemedaille.
2016 gewann der niederländische Achter die Weltcup-Regatten in Varese und Luzern, belegte aber dazwischen bei den Europameisterschaften nur den sechsten Platz. Bei den Olympischen Spielen 2016 erkämpfte der niederländische Achter mit Kaj Hendriks, Robert Lücken, Boaz Meylink, Boudewijn Röell, Olivier Siegelaar, Dirk Uittenbogaard, Mechiel Versluis, Tone Wieten und Steuermann Peter Wiersum die Bronzemedaille hinter den britischen Weltmeistern und den deutschen Europameistern.
Bei den Europameisterschaften 2017 waren mit Meylink, Hendriks, Wieten, Versluis und Lücken noch fünf Ruderer aus dem Vorjahres-Achter dabei, hinzu kamen Roel Braas, Ruben Knab, Bjorn van den Ende und Steuermann Diederik van Engelenburg. Dieser neue Achter gewann hinter den Großbooten aus Deutschland und aus Polen die Bronzemedaille.